# 全日本珠算選手権大会
全日本珠算選手権大会（ぜんにほんしゅざんせんしゅけんたいかい）は、全国珠算教育連盟が主催する「珠算暗算技能の日本一の人」を決定する珠算の競技会である。

## 概要
- 毎年8月8日（そろばんの日）開催される。
- 数年前までは各地の持ち回りで開催されていたが、近年は国立京都国際会館で開催されている。
- 個人総合競技（プリントに書かれている問題を制限時間内に1人で計算して答えを書きこむ。）、読上算競技、読上暗算競技、フラッシュ暗算競技、都道府県対抗競技が行われる。
- 個人総合競技は、乗算、除算、見取算、乗暗算、除暗算、見取暗算で行われ、前半の珠算種目は各300点満点（30問、1題10点、制限時間3分30秒）、後半の暗算種目は各200点満点(40問、1題5点、制限時間1分30秒)の計1500点満点になる。そして、総合競技の最高得点者が「そろばん日本一」となる。最高得点者が2人以上の場合は、同点決勝が行われる。優勝者には優勝旗と文部科学大臣杯が授与。なお、2008年より小学生の最高得点者が「小学生そろばん日本一」となる。

## 過去の大会
| 回 | 年         | 参加者数 | 開催地                                    |
| -- | ---------- | -------- | ----------------------------------------- |
| 1  | 昭和29年度 | 438名    | 名古屋市金山体育館(愛知県)                |
| 2  | 昭和30年度 | 458名    | 愛知学院大学(愛知県)                      |
| 3  | 昭和31年度 | 435名    | 名古屋市金山体育館(愛知県)                |
| 4  | 昭和32年度 | 477名    | 名古屋市金山体育館(愛知県)                |
| 5  | 昭和33年度 | 633名    | 大阪府立体育会館 (大阪府)                 |
| 6  | 昭和34年度 | 592名    | 神戸市立王子体育館 (兵庫県)               |
| 7  | 昭和35年度 | 625名    | 大阪府立体育会館 (大阪府)                 |
| 8  | 昭和36年度 | 619名    | 大阪女子短期大学 (大阪府)                 |
| 9  | 昭和37年度 | 666名    | 立命館大学 (京都府)                       |
| 10 | 昭和38年度 | 693名    | 立命館大学 (京都府)                       |
| 11 | 昭和39年度 | 休止     |                                           |
| 12 | 昭和40年度 | 休止     |                                           |
| 13 | 昭和41年度 | 169名    | 国立教育会館 (東京都)                     |
| 14 | 昭和42年度 | 161名    | 呉市立体育館 (広島県)                     |
| 15 | 昭和43年度 | 176名    | 白浜町白浜会館 (広島県)                   |
| 16 | 昭和44年度 | 183名    | 金沢経済大学 (石川県)                     |
| 17 | 昭和45年度 | 189名    | 高松女子商業高等学校 (香川県)             |
| 18 | 昭和46年度 | 194名    | 愛知県体育館 (愛知県)                     |
| 19 | 昭和47年度 | 191名    | 京都府立体育館 (京都府)                   |
| 20 | 昭和48年度 | 204名    | 北海道立産業共進会場 (北海道)             |
| 21 | 昭和49年度 | 222名    | 滋賀県立体育館 (滋賀県)                   |
| 22 | 昭和50年度 | 242名    | 唐津市体育館 (佐賀県))                    |
| 23 | 昭和51年度 | 227名    | 福島市市民センター (福島県)               |
| 24 | 昭和52年度 | 322名    | 中野区立体育館 (東京都)                   |
| 25 | 昭和53年度 | 309名    | 山口県体育館 (山口県)                     |
| 26 | 昭和54年度 | 320名    | 三重県営体育館 (三重県)                   |
| 27 | 昭和55年度 | 339名    | 前橋スポーツセンター (群馬県)             |
| 28 | 昭和56年度 | 323名    | 宮城県スポーツセンター (宮城県)           |
| 29 | 昭和57年度 | 326名    | 浜松市体育館 (静岡県)                     |
| 30 | 昭和58年度 | 331名    | 国立京都国際会館 (京都)                   |
| 31 | 昭和59年度 | 312名    | 岡山市総合文化体育館 (岡山県)             |
| 32 | 昭和60年度 | 303名    | 東海女子大学 (岐阜県)                     |
| 33 | 昭和61年度 | 317名    | 鶴見女子高等学校 (神奈川県)               |
| 34 | 昭和62年度 | 297名    | 兵庫県立文化体育館 (兵庫県)               |
| 35 | 昭和63年度 | 298名    | 露橋スポーツセンター (愛知県)             |
| 36 | 平成元年   | 307名    | 広島サンプラザ (広島県)                   |
| 37 | 平成2年度  | 324名    | 戸田市スポーツセンター (埼玉県)           |
| 38 | 平成3年度  | 292名    | 野洲町立総合体育館 (滋賀県)               |
| 39 | 平成4年度  | 288名    | 山口県スポーツ文化センター (山口県)       |
| 40 | 平成5年度  | 284名    | 千葉ポートアリーナ (千葉県)               |
| 41 | 平成6年度  | 253名    | 真駒内屋内競技場 (北海道)                 |
| 42 | 平成7年度  | 255名    | 宮崎市総合体育館 (宮崎県)                 |
| 43 | 平成8年度  | 246名    | 国立京都国際会館 (京都府)                 |
| 44 | 平成9年度  | 237名    | 三井アーバンホテル大阪ベイタワー (大阪府) |
| 45 | 平成10年度 | 194名    | 日産スポーツプラザ (東京都)               |
| 46 | 平成11年度 | 221名    | 尼崎市記念公園総合体育館 (兵庫県)         |
| 47 | 平成12年度 | 298名    | 露橋スポーツセンター (愛知県)             |
| 48 | 平成13年度 | 休止     |                                           |
| 49 | 平成14年度 | 199名    | 岡崎竜美丘会館 (愛知県)                   |
| 50 | 平成15年度 | 227名    | グリーンドーム前橋 (群馬県)               |
| 51 | 平成16年度 | 485名    | 尼崎市記念公園総合体育館 (兵庫県)         |
| 52 | 平成17年度 | 360名    | 十和田市総合体育センター (青森県)         |
| 53 | 平成18年度 | 439名    | 愛媛県武道館 (愛媛県)                     |
| 54 | 平成19年度 | 445名    | 広島県立びんご運動公園 (広島県)           |
| 55 | 平成20年度 | 429名    | 鈴鹿市立体育館 (三重県)                   |
| 56 | 平成21年度 | 479名    | 栃木県立県南体育館 (栃木県)               |
| 57 | 平成22年度 | 452名    | 野洲市総合体育館 (滋賀県)                 |
| 58 | 平成23年度 | 547名    | 沖縄県立武道館 (沖縄県)                   |
| 59 | 平成24年度 | 505名    | 国立京都国際会館 (京都府)                 |
| 60 | 平成25年度 | 523名    | 国立京都国際会館 (京都府)                 |
| 61 | 平成26年度 | 558名    | 国立京都国際会館 (京都府)                 |
| 62 | 平成27年度 | 563名    | 国立京都国際会館 (京都府)                 |
| 63 | 平成28年度 | 601名    | 国立京都国際会館 (京都府)                 |
| 64 | 平成29年度 | 638名    | 国立京都国際会館 (京都府)                 |
| 65 | 平成30年度 | 682名    | 国立京都国際会館 (京都府)                 |
| 66 | 令和元年度 | 676名    | 国立京都国際会館 (京都府)                 |
|    | 令和2年度  | 中止     |                                           |